# Gustavo Cuéllar
Gustavo Leonardo Cuéllar Gallegos (Barranquilla, 14 oktober 1992) is een Colombiaans voetballer die doorgaans speelt als middenvelder. In januari 2025 verruilde hij Al-Shabab voor Grêmio. Cuéllar maakte in 2015 zijn debuut in het Colombiaans voetbalelftal.

## Clubcarrière
Cuéllar speelde in de jeugd van Deportivo Cali en maakte bij die club ook zijn debuut. Op 12 juli 2009 werd gespeeld tegen Envigado, dat door eigen doelpunt van Jamell Orlando Ramos en een treffer van Carlos Andrés Álvarez op voorsprong kwam. Uiteindelijk werd het 2–2 door een treffer van Luis Omar Valencia en een van Duván Hernández in eigen doel. Cuéllar begon op de reservebank en mocht in de blessuretijd van de tweede helft invallen voor Daniel Briceño. De eerste jaren moest de middenvelder nog vaak genoegen nemen met een reserverol maar in 2012 en 2013 speelde hij mee als vaste basisspeler bij Deportivo Cali. In dit laatste seizoen maakte hij ook zijn eerste doelpunt, op 2 februari 2013, tegen Once Caldas. Door doelpunten van Carlos Lizarazo en Edwards Jiménez stond het gelijk en vijf minuten voor tijd zorgde Cuéllar met een doelpunt voor de overwinning: 2–1.
Cuéllar werd in de zomer van 2014 voor anderhalf jaar op huurbasis overgenomen door Atlético Junior. Bij Atlético speelde hij negenenveertig competitiewedstrijden. Na zijn terugkeer in Cali werd Cuéllar overgenomen door Flamengo. De Brazilianen betaalden bijna twee miljoen euro om hem over te nemen. In juni 2018 verlengde de Colombiaan zijn verbintenis tot medio 2022. Dit contract zat hij niet uit, want in augustus 2019 nam Al-Hilal hem over voor circa zevenenhalf miljoen euro. In oktober 2022 werd zijn verbintenis opengebroken en met een jaar verlengd tot medio 2024. Competitiegenoot Al-Shabab nam hem medio 2023 over. In januari 2025 keerde Cuéllar bij Grêmio terug in Brazilië.

## Clubstatistieken
| Seizoen | Club              | Competitie | Competitie | Competitie | Beker | Beker | Internationaal | Internationaal | Totaal | Totaal |
| Seizoen | Club              | Competitie | Wed.       | Dlp.       | Wed.  | Dlp.  | Wed.           | Dlp.           | Wed.   | Dlp.   |
| ------- | ----------------- | ---------- | ---------- | ---------- | ----- | ----- | -------------- | -------------- | ------ | ------ |
| 2009    | Deportivo Cali    | Primera A  | 1          | 0          | 0     | 0     | —              | —              | 1      | 0      |
| 2010    | Deportivo Cali    | Primera A  | 12         | 0          | 0     | 0     | —              | —              | 12     | 0      |
| 2011    | Deportivo Cali    | Primera A  | 20         | 0          | 6     | 0     | 1              | 0              | 27     | 0      |
| 2012    | Deportivo Cali    | Primera A  | 37         | 0          | 4     | 0     | —              | —              | 41     | 0      |
| 2013    | Deportivo Cali    | Primera A  | 38         | 2          | 3     | 0     | —              | —              | 41     | 2      |
| 2014    | Deportivo Cali    | Primera A  | 10         | 0          | 2     | 0     | 5              | 0              | 17     | 0      |
| 2014    | → Atlético Junior | Primera A  | 15         | 0          | 10    | 0     | —              | —              | 25     | 0      |
| 2015    | → Atlético Junior | Primera A  | 34         | 0          | 9     | 0     | 4              | 0              | 47     | 0      |
| 2016    | Flamengo          | Série A    | 26         | 0          | 4     | 0     | 3              | 0              | 33     | 0      |
| 2017    | Flamengo          | Série A    | 33         | 0          | 7     | 1     | 11             | 1              | 51     | 2      |
| 2018    | Flamengo          | Série A    | 39         | 0          | 6     | 0     | 6              | 0              | 51     | 0      |
| 2019    | Flamengo          | Série A    | 19         | 0          | 3     | 0     | 8              | 0              | 30     | 0      |
| 2019/20 | Al-Hilal          | Pro League | 26         | 0          | 3     | 0     | 3              | 0              | 32     | 0      |
| 2020/21 | Al-Hilal          | Pro League | 25         | 0          | 2     | 0     | —              | —              | 27     | 0      |
| 2021/22 | Al-Hilal          | Pro League | 23         | 0          | 3     | 0     | 7              | 0              | 33     | 0      |
| 2022/23 | Al-Hilal          | Pro League | 24         | 0          | 3     | 0     | 3              | 0              | 30     | 0      |
| 2023/24 | Al-Shabab         | Pro League | 30         | 0          | 2     | 0     | 4              | 1              | 36     | 1      |
| 2024/25 | Al-Shabab         | Pro League | 8          | 0          | 1     | 0     | —              | —              | 9      | 0      |
| 2025    | Grêmio            | Série A    | 0          | 0          | 0     | 0     | 0              | 0              | 0      | 0      |
| Totaal  | Totaal            | Totaal     | 420        | 2          | 68    | 1     | 55             | 2              | 543    | 5      |

Bijgewerkt op 17 januari 2025.

## Interlandcarrière
Cuéllar maakte op 8 september 2015 zijn debuut in het Colombiaans voetbalelftal. Een vriendschappelijke wedstrijd tegen Peru werd met 1–1 gelijkgespeeld. Colombia kwam door Carlos Bacca op voorsprong en via Jefferson Farfán. Cuéllar mocht van bondscoach José Pékerman in de basis beginnen en hij werd in de rust gewisseld ten faveure van Kevin Balanta. De andere debutanten dit duel waren Frank Fabra (Independiente Medellín), Kevin Balanta, Andrés Felipe Roa (beiden Deportivo Cali) en Fabián Castillo (FC Dallas).
| Interlands van Gustavo Cuéllar voor Colombia | Interlands van Gustavo Cuéllar voor Colombia | Interlands van Gustavo Cuéllar voor Colombia | Interlands van Gustavo Cuéllar voor Colombia | Interlands van Gustavo Cuéllar voor Colombia | Interlands van Gustavo Cuéllar voor Colombia |
| №                                            | Datum                                        | Wedstrijd                                    | Uitslag                                      | Competitie                                   | Goals                                        |
| Als speler bij Atlético Junior               | Als speler bij Atlético Junior               | Als speler bij Atlético Junior               | Als speler bij Atlético Junior               | Als speler bij Atlético Junior               | Als speler bij Atlético Junior               |
| -------------------------------------------- | -------------------------------------------- | -------------------------------------------- | -------------------------------------------- | -------------------------------------------- | -------------------------------------------- |
| 1                                            | 8 september 2015                             | Colombia – Peru                              | 1 – 1                                        | Vriendschappelijk                            |                                              |
| Als speler bij Flamengo                      |                                              |                                              |                                              |                                              |                                              |
| 2                                            | 29 maart 2016                                | Colombia – Ecuador                           | 3 – 1                                        | WK 2018 kwalificatie                         |                                              |
| 3                                            | 26 januari 2017                              | Brazilië – Colombia                          | 1 – 0                                        | Vriendschappelijk                            |                                              |
| 4                                            | 11 september 2018                            | Colombia – Argentinië                        | 0 – 0                                        | Vriendschappelijk                            |                                              |
| 5                                            | 26 maart 2019                                | Zuid-Korea – Colombia                        | 2 – 1                                        | Vriendschappelijk                            |                                              |
| 6                                            | 9 juni 2019                                  | Peru – Colombia                              | 0 – 3                                        | Vriendschappelijk                            |                                              |
| 7                                            | 23 juni 2019                                 | Colombia – Paraguay                          | 1 – 0                                        | Copa América 2019                            | 31'                                          |
| Als speler bij Al-Hilal                      |                                              |                                              |                                              |                                              |                                              |
| 8                                            | 3 juni 2021                                  | Peru – Colombia                              | 0 – 3                                        | WK 2022 kwalificatie                         |                                              |
| 9                                            | 8 juni 2021                                  | Colombia – Argentinië                        | 2 – 2                                        | WK 2022 kwalificatie                         |                                              |
| 10                                           | 13 juni 2021                                 | Colombia – Ecuador                           | 1 – 0                                        | Copa América 2021                            |                                              |
| 11                                           | 20 juni 2021                                 | Colombia – Peru                              | 1 – 2                                        | Copa América 2021                            |                                              |
| 12                                           | 23 juni 2021                                 | Brazilië – Colombia                          | 2 – 1                                        | Copa América 2021                            |                                              |
| 13                                           | 3 juli 2021                                  | Uruguay – Colombia                           | 0 – 0 (2 – 4 n.s.)                           | Copa América 2021                            |                                              |
| 14                                           | 6 juli 2021                                  | Argentinië – Colombia                        | 1 – 1 (3 – 2 n.s.)                           | Copa América 2021                            |                                              |
| 15                                           | 10 juli 2021                                 | Colombia – Peru                              | 3 – 2                                        | Copa América 2021                            |                                              |
| 16                                           | 2 september 2021                             | Bolivia – Colombia                           | 1 – 1                                        | WK 2022 kwalificatie                         |                                              |
| 17                                           | 5 september 2021                             | Paraguay – Colombia                          | 1 – 1                                        | WK 2022 kwalificatie                         |                                              |
| 18                                           | 9 september 2021                             | Colombia – Chili                             | 3 – 1                                        | WK 2022 kwalificatie                         |                                              |
| 19                                           | 14 oktober 2021                              | Colombia – Ecuador                           | 0 – 0                                        | WK 2022 kwalificatie                         |                                              |
| 20                                           | 11 november 2021                             | Brazilië – Colombia                          | 1 – 0                                        | WK 2022 kwalificatie                         |                                              |
| 21                                           | 16 november 2021                             | Colombia – Paraguay                          | 0 – 0                                        | WK 2022 kwalificatie                         |                                              |
| 22                                           | 1 februari 2022                              | Argentinië – Colombia                        | 1 – 0                                        | WK 2022 kwalificatie                         |                                              |
| 23                                           | 24 maart 2022                                | Colombia – Bolivia                           | 3 – 0                                        | WK 2022 kwalificatie                         |                                              |
| 24                                           | 29 maart 2022                                | Venezuela – Colombia                         | 0 – 1                                        | WK 2022 kwalificatie                         |                                              |

Bijgewerkt op 17 januari 2025.

## Erelijst
| Competitie      |                |                           |                |                |
| Competitie      | Aantal         | Jaren                     |                |                |
| Deportivo Cali  | Deportivo Cali | Deportivo Cali            | Deportivo Cali | Deportivo Cali |
| --------------- | -------------- | ------------------------- | -------------- | -------------- |
| Copa Colombia   | 1              | 2010                      |                |                |
| Atlético Junior |                |                           |                |                |
| Copa Colombia   | 1              | 2015                      |                |                |
| Al-Hilal        |                |                           |                |                |
| Pro League      | 3              | 2019/20, 2020/21, 2021/22 |                |                |